# 487 (tal)
487 är det naturliga talet som följer 486 och som följs av 488.

## Inom vetenskapen
- 487 Venetia, en asteroid.

## Inom matematiken
- 487 är ett udda tal.
- 487 är ett primtal.[1]
- 487 är ett glatt tal
- 487 är ett lyckotal.